# Carles Ferrari
Carles Ferrari i Ginnarelli (Barcelona, 1 d'agost de 1892 - Torredembarra, 7 de març de 1953) va ser un compositor i organista de la parròquia de Sant Pere de Torredembarra.
Fou fill de Felip Ferrari, originari d'Itàlia, i de Josefa Ginnarelli i Parés, nascuda a la Vila de Gràcia. Era germà del també músic i capellà Josep Ferrari.
Fou mestre de solfeig d'Anton Gras Ciuró, més conegut com el Ton Sagal.

## Obra
- “Goigs a llaor de Santa Rosalia de Palerm”: amb text d'en Joaquim Boronat
- “Himne a Santa Rosalia”: junt amb el mossèn Joaquim Boronat.[4]